# Turners Cross
Turners Cross es un estadio de fútbol situado en la ciudad de Cork, en la República de Irlanda. El estadio pertenece a la Asociación de Fútbol de la provincia de Munster. El recinto posee una capacidad para 7500 personas y es utilizado por el club local Cork City FC que actúa en la Liga irlandesa de fútbol.
Después de su última renovación en 2009, es el primer estadio de fútbol en Irlanda en poseer butacas individuales y estar techado en la totalidad de su capacidad junto con el nuevo estadio Aviva en Dublín.
Además de los juegos habituales del Cork City, el estadio es utilizado para todo tipo de partidos de fútbol de diversas categorías locales y regionales.